# Erica Sjöström
Erica Eleonora Rolandsdotter Persson, tidigare gift sjöström född andersson 30 juni 1970 i Tierp, är en svensk sångerska och musiker, som under åren 1999-2020 sjöng och spelade i det svenska dansbandet Drifters.

## Biografi
Sjöström är uppvuxen i Tierp och lärde sig som barn att spela dragspel av sin far, varefter hon fortsatte studierna på musiklinjen på gymnasiet i Bollnäs 1986–1988 och på musikhögskolan i Piteå 1988–1992. Direkt efter studierna fick hon tjänst som musiklärare på Kulturskolan i Söderhamn och arbetar fortlöpande som musikpedagog på musikgymnasiet Academy of Music and Business i Vara parallellt med sin egen musikverksamhet. Hon har även jobbat på andra musikutbildningar som Music and Production i Skara och Estet Musik DLG i Lidköping. 
Hon medverkade i musikalen I hetaste laget på Cirkus i Stockholm 1994–1996 med rollen som Emmely i Damorkestern, vid sidan av Regina Lund, Björn Skifs, Johan Ulveson med flera. Musikalen spelades för full salong under två år. 1996–1997 verkade Sjöström som showartist på Wallmans salonger i Stockholm, följt av Wallmans på Turné och Wallmans på Björkgården. Efter sångröstmedverkan som "Carola Häggkvist" på After Darks jubileumsshow på Börsen tävlade hon 1997 i Pernilla Wahlgrens program Scenen är din i Kanal 5. Där framförde hon "Speak Softly Love", temat från filmen Gudfadern. Sjöström tog sig till den direktsända finalen och slutade på en andra plats efter Carin da Silva och hennes partner.

### Ensembler och dansband
Hon spelade tenorsaxofon i kvartetten "Saxette" 1994–1999. Saxofonkvartetten bestod av bara kvinnliga musiker och spelade på jazzklubbar och i andra konsertsammanhang. Sedan 1999 är hon sångerska och musiker i dansbandet Drifters.
År 2009 medverkade Sjöström som bisittare Thomas Deutgen tillsammans med Lars-Åke "Babsan" Wilhelmsson i direktsända Sveriges Radio P4 under Guldklavengalan i Malung. Samma år ledde hon allsången på Olins Park i Skara i sällskap med bland andra Nanne Grönvall, Johan Palm och Timoteij och bandet Zekes. 2010 kunde hon även höras i duett med Scotts i en cover på "In a Moment Like This", Danmarks bidrag till Eurovision Song Contest 2010, på Scotts album "Vi gör det igen". och Drifters album Stanna hos mig. Sjöström har medverkat i ett flertal duetter, bland annat tillsammans med Daniel Lindström, Sveriges första Idolvinnare (2004) i låten Livet Vi Valde, Olle Jönsson, Tony Irving, Casper Janebrink och Magnus Bäcklund.
Hon har medverkat i olika tv-program såsom Så ska det låta , Fångarna på Fortet, dokumentären Dansbandstjejer och serien Dansbandsbrudar. I april 2020 lade man ner heltidsturnerande Drifters med historia från 1962 till 2020. Hon fortsätter som soloartist och släppte sin debutsingel Higher skriven av J.Wendt och T.Gson i juni 2020.

## Priser och utmärkelser
År 1999 vann hon tävlingen "Sångmicken" i Ekebo. Hon har fått fem Guldklavar i Malung, personligen som "Årets blåsare" och "Årets sångerska", och tillsammans med övriga i Drifters för "Årets dansband" och "Årets låt".
Drifters fick en guldskiva 2009 för albumet Tycker om dig.

### Utmärkelser
- 2001: Guldklaven för årets blåsare.
- 2003: Guldklaven för årets sångerska
- 2008: Guldklaven för årets sångerska.

### Nomineringar
- 2001: Guldklaven för årets sångerska.
- 2010: Guldklaven för årets sångerska.
- 2012: Guldklaven för årets sångerska.
- 2016: Guldklaven för årets sångerska.